# Álex Ubago
Alejandro Martínez de Ubago Rodríguez (Vitoria-Gasteiz, 21 januari 1981) is een Spaanse zanger. Hij staat het meest bekend om zijn romantische teksten en ballads, en is een van de meest gerespecteerde Spaanse artiesten. Mede doordat hij wist door te breken tijdens een periode waarin Operación Triunfo (Spaanse Idols/star-academy) enorm populair was.

## Biografie
Een eerste demo leidde tot de release van zijn debuutalbum ¿Que pides tú? in 2001, wereldwijd goed voor een verkoop van meer dan een half miljoen exemplaren en 9 x platina in Spanje en platina in onder andere Mexico, Argentinië, Chili and Colombia . de single Sin miedo a nada een duet met Amaia Montero, bracht hem bekendheid en is tot op heden een van zijn meest succesvolle singles. Na de release van een special edition van ¿Que pides tú? getiteld 21 meses, 1 semana y 2 días ( 21 maanden, 1 week en 2 dagen, de periode tussen de eerste release en de special edition release) in 2003 werd enkele maanden later zijn tweede studioalbum Fantasía o Realidad gelanceerd. Dit album werd bekroond met dubbel platina in Spanje.
Een jaar later werd bekendgemaakt dat zijn beide albums goed waren voor in totaal meer dan 2 miljoen verkochte exemplaren wereldwijd. De single Aunque no te puede ver verdiende hem een Premio Billboard Latino 2005 als "Beste latin pop-song" en "meest gedraaide nummer" van het jaar.
In 2006 volgde zijn derde studioalbum Aviones de crystal, dat qua stijl hetzelfde pad koos als zijn twee voorgaande albums. Ook dit album ging wederom naar de top van de latin charts, mede door de single Viajar contigo.
In 2008 werd Ubago benaderd door het management van Craig David om mee te werken aan diens Spaanse release van een greatest hits album. Dit resulteerde in de Samenwerking van David en Ubago op een nieuwe versie van het nummer Walking away
Maart 2009 kwam Ubago's vierde studioalbum Calle Ilusión uit, met als eerste single me arrepiento Gevolgd door de single Mil horas. In september 2009 werd Calle Ilusíon opnieuw uitgegeven, waarop de derde single van dit album Amarrado a tí een duet is met de Britse zangeres Sharon Corr

## Discografie
- ¿Qué pides tú? (2001)
- 21 meses, 1 semana y 2 días (2003)
- Fantasía o realidad (2003)
- Alex Ubago en directo (2004)
- Aviones de cristal (2006)
- Siempre en mi mente (Compilatie) dvd (2007)
- Calle ilusión (2009)

- Biblioteca Nacional de España: XX1286572
- Bibliothèque nationale de France: cb16257140k (data)
- International Standard Name Identifier: 0000 0001 1019 939X
- Library of Congress Control Number: no2002055566
- MusicBrainz: 38e3d9bd-5ff2-47f2-8519-52bf7572dd1c
- Virtual International Authority File: 2135209
- WorldCat: E39PBJvtc7BFxGHYr3yk8VmPQq